# Kadashman-Harbe I
Kadašman-Harbe I was rond 1415 v.Chr. koning van het Kassietenrijk Karduniaš.
Volgens de Babylonische kronieken kwam Kadashman-Harbe I naar de streek van Hana om er tegen de Suteeërs en de Ahlamu te vechten.
De "Autobiografie van Kurigalzu" verklaart dat hij de vader van Kurigalzu I was.
.
In zijn tijd zijn er voor het eerst in bijna drie eeuwen weer aanwijzingen dat de oude stad Nippur, ooit een belangrijk religioeus centrum, weer tot leven komt, hoewel het mogelijk om niet meer dan een schamele nederzetting rond een oude ziggoerat gaat.
.